# Eilert Herms
Eilert Herms (* 11. Dezember 1940 in Oldenburg (Oldenburg)) ist evangelischer Theologe. Er lehrte Systematische Theologie (Fundamentaltheologie, Dogmatik und Ethik) in Kiel (1975–1979), München (1979–1985), Mainz (1985–1995) und Tübingen (1995–2008).

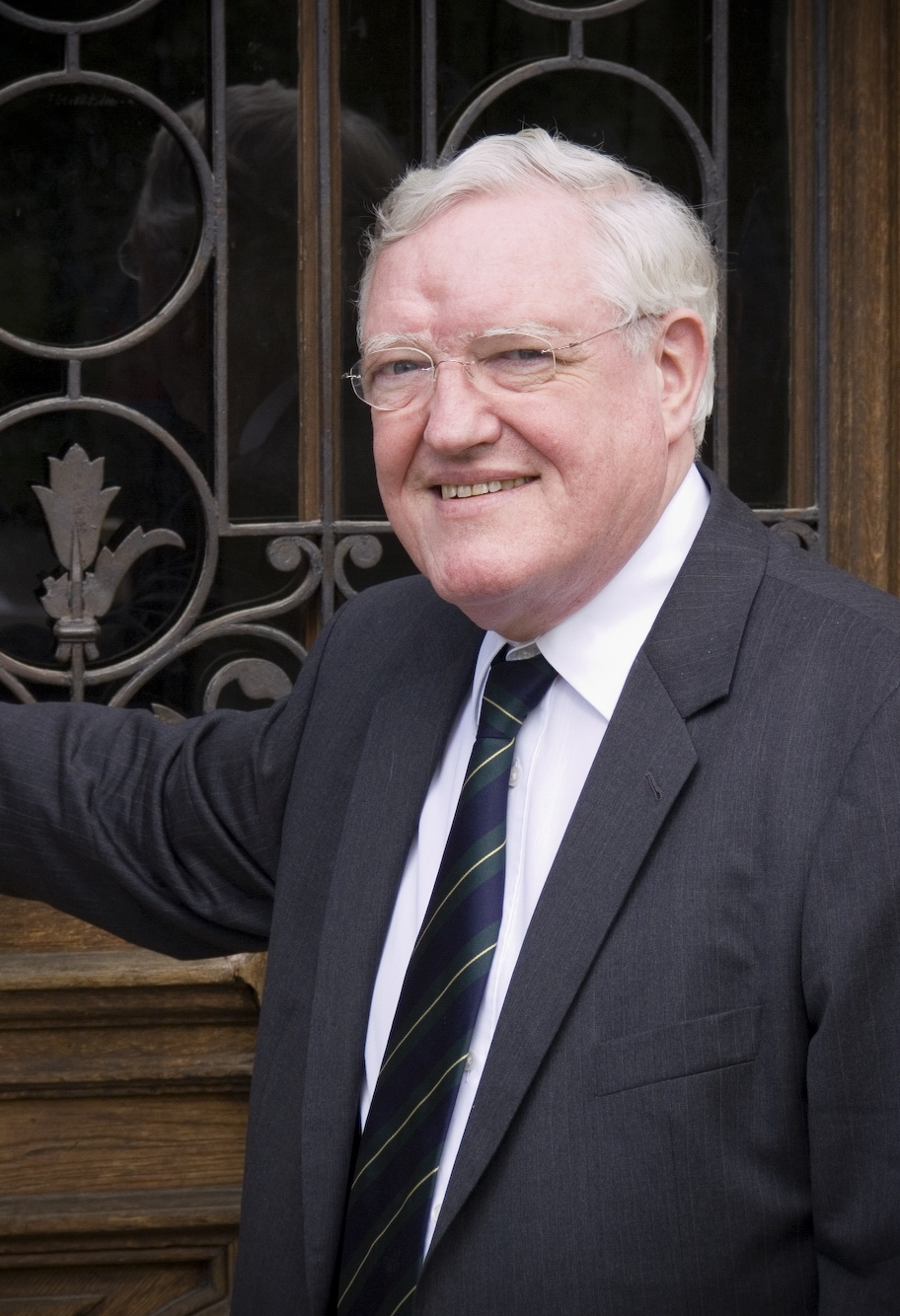
Eilert Herms

## Leben

### Jugend
Herms wuchs in Oldenburg als ältestes Kind des Pfarrers Bruno-Walter Herms und seiner Ehefrau Marga, geb. Eilers, auf. Nach dem Besuch des Alten Gymnasiums, wo er 1960 sein Abitur absolvierte, leistete er einen verlängerten Wehrdienst bis Frühjahr 1962.

### Studium
Zunächst studierte Herms von 1962 bis 1964 Germanistik bei Wilhelm Emrich, Philosophie bei Dieter Henrich und Wolfgang Müller-Lauter und evangelische Theologie an der Freien Universität Berlin und der Kirchlichen Hochschule Berlin. An der kirchlichen Hochschule war er zudem als wissenschaftliche Hilfskraft bei Ulrich Wilckens angestellt. Seit 1964 war Herms Stipendiat der Studienstiftung des deutschen Volkes. Das ausschließliche Studium der evangelischen Theologie folgte von 1964 bis 1966 in Tübingen bei Hartmut Gese, Hanns Rückert und Martin Elze, 1966 in Mainz bei Wolfhart Pannenberg und von 1966 bis 1968 in Göttingen bei Wolfgang Trillhaas, Ernst Wolf und Hans-Joachim Birkner, wo er auch am Privatseminar Emanuel Hirschs teilnahm.
Im Jahr 1968 legte Herms das Erste Theologisches Examen vor dem Evangelisch-lutherischen Oberkirchenrat in Oldenburg ab. Im Anschluss verfasste er mit einem Promotionsstipendium der Studienstiftung des Deutschen Volkes zwischen 1968 und 1970 in Göttingen seine Dissertation, deren Arbeitstitel Schleiermachers Kantkritik lautete. Eingereicht und veröffentlicht wurde sie letztlich unter dem Titel Herkunft, Entfaltung und erste Gestalt des Systems der Wissenschaften bei Schleiermacher. In dieser Zeit entstand auch die Bekanntschaft und Freundschaft mit Reiner Preul. Von 1970 bis 1971 war Herms Vikar in Oldenburg (Oldb) in der Christuskirchen Gemeinde. Im Sommer 1971 erfolgte das Zweite Theologische Examen vor dem Evangelisch-lutherischen Oberkirchenrat in Oldenburg und seine Ordination zum geistlichen Amt am 31. Oktober 1971. Zudem promovierte Herms in dieser Zeit zum Dr. theol. in Kiel.
Seit 1971 war Herms Wissenschaftlicher Assistent an der Schleiermacherforschungsstelle Kiel, die unter Leitung von Birkner stand. Dort machte er auch Bekanntschaft und schloss Freundschaft mit Wilfried Härle, der damals noch als Assistent bei Eberhard Wölfel arbeitete, und Joachim Ringleben, der ebenfalls Assistent bei Birkner war. 1975 habilitierte Herms in Kiel mit einer Arbeit über William James mit dem Titel Radical Empiricism. Studien zu Psychologie, Metaphysik und Religionstheorie William James. Angeregt durch Joachim Scharfenberg begann Herms 1975 seine pastoralpsychologische Zusatzausbildung, die er 1984 in München abschloss. Sie umfasste die Analyse der eigenen Person bei Harro Hoyer (Hamburg) und Lotte Köhler (München), die Teilnahme an Scharfenbergs Oberseminar und Fallbesprechungsgruppen sowie eine supervisierte Beratungstätigkeit an den evangelischen Beratungszentren Kiel und München. 1984 wurde Herms ordentliches Mitglied der Deutschen Gesellschaft für Pastoralpsychologie (DGfP). 1977 veranstaltete Hermes mit Wilfried Härle ein gemeinsames Oberseminar über eigene Texte zum Thema Rechtfertigung. Das Wirklichkeitsverständnis des christlichen Glaubens, die 1979 unter gleichem Titel veröffentlicht wurden.

### Professur
1978 nahm Herms den Ruf auf eine ordentliche Professur für Systematische Theologie an der Evangelisch-Theologische Fakultät der Münchener Ludwig-Maximilians-Universität als Nachfolger von Jörg Baur an, die er Anfang 1979 antrat. Zusammen mit Wilfried Härle, Manfred Marquardt und Reiner Preul gründete er 1980 den Theologischen Arbeitskreis Pfullingen.
Von 1980 bis 1997 war Herms Vorsitzender (seit 1977 Sekretär) der zwischen Evangelisch-theologischer Fakultätentag und Ausbildungsreferentenkonferenz der EKD gebildeten „Gemischten Kommission für die Reform des Theologiestudiums“. Von 1984 bis 1990 hatte Herms den Vorsitz in der Fachgruppe Systematische Theologie in der Wissenschaftlichen Gesellschaft für Theologie (WGTh) inne. Von 1990 bis 1996 war er stellvertretender und von 1996 bis 2002 Erster Vorsitzender dieser Gesellschaft.
1985 erfolgte Herms’ Wechsel auf eine Professur für Systematische Theologie an der Evangelisch-theologischen Fakultät der Universität Mainz. Zwischen 1985 und 2002 war Herms Mitglied verschiedener kirchlicher Gremien: von 1985 bis 2000 Mitglied des Theologischen Ausschusses der Vereinigten Evangelisch-Lutherischen Kirche in Deutschland (VELKD) und ihres Spruchkollegiums für Lehrbeanstandungsverfahren, von 1986 bis 2002 Mitglied der Kammer für Theologie der Evangelischen Kirche in Deutschland (EKD) und Mitglied von deren Verfassungsgericht. Zusammen mit Hans May, damals Leiter der Evangelischen Akademie Loccum, führte er von 1986 bis 1989 die Kolloquienreihe „Theologische Aspekte der Wirtschaftsethik“ durch. Seit 1987 war Herms Mitglied des Vereins für Socialpolitik und seiner damals neu gegründeten „Arbeitsgruppe für Wirtschaftsethik“. Von 1980 bis 1992 gehörte er dem Wissenschaftlichen Beirats des Deutschen Sportbundes an. Von 1986 bis 2002 war Herms Mitglied der Bioethikkommission des Landes Rheinland-Pfalz und von 1987 bis 2000 Mitglied des Arbeitskreises Kirche Wirtschaft Südhessen. Von 1989 bis 1991 amtierte er als Dekan der Evangelisch-theologischen Fakultät der Universität Mainz.
1995 erfolgte der Wechsel auf einen Lehrstuhl für Systematische Theologie an der Evangelisch-theologischen Fakultät der Universität Tübingen. Von 2000 bis 2006 war er Dekan dieser Fakultät. Von 2001 bis 2015 leitete Herms als Deutscher Vorsitzender die internationale Forschungsgruppe „Fundamentaltheologie in ökumenischer Perspektive“, der Mitglieder der Päpstlichen Lateranuniversität Roms sowie Mitglieder der Evangelisch-theologischen Fakultäten Tübingen und Heidelberg angehörten.

### Emeritierung
2008 trat Herms in den Ruhestand. 2017 erschien seine Systematische Theologie. Das Wesen des Christentums: in Wahrheit und aus Gnade leben in 3 Bänden.
Herms ist verheiratet, aus der Ehe gingen vier Kinder hervor.

## Forschung und Lehre

### Theorie für die Praxis
Nach seinem Studium mit Schwerpunkt auf der Philosophie Heideggers und Kants sowie Historischer Theologie gewann Herms seine Praxiserfahrung im Gemeindevikariat. Seine dort gewonnenen Eindrücke bestätigtem ihm die unverminderte Richtigkeit des, ihm aus der Arbeit an der Dissertation bekannten, Theologieverständnisses F. D. E. Schleiermachers, wie es in seiner Schrift „Kurze Darstellung des theologischen Studiums zum Behuf einleitender Vorlesungen“ entfaltet wurde. Demzufolge ist Theologie – in genauer Parallele zu Medizin und Jurisprudenz – eine Professionswissenschaft, deren Fundament nicht ein besonderer Platz im Kosmos des Wissens ist, sondern die Aufgabe, Menschen zur Erfüllung von Leitungsaufgaben in einem spezifischen Bereich gesellschaftlicher Praxis zu befähigen. Im Falle der Theologie betrifft dies die Leitung einer Gemeinschaft der (christlichen) Lebenssinn-Kommunikation. Erreicht wird dies durch die Vermittlung ausgewählter wissenschaftlicher Kenntnisse und Fertigkeiten, die für die kompetente Erfüllung dieser Aufgabe erforderlich sind.

Für die ansatzweise Wiederentdeckung und Anerkennung dieses Verständnisses von Theologie in Kirche und Fakultäten setzte sich Herms bereits seit Ende der 1970er während seiner 17-jährigen Arbeit als Vorsitzender der „Gemischten Kommission für die Reform des Studiums“ ein. Herms’ Betonung lag auf der Präzisierung der Studieninhalte, die für den persönlichen Bildungsprozess künftiger Pfarrpersonen unabdingbar sind, um ihre theologischen Kompetenzen zu entwickeln. Darunter versteht Herms eine kritische, reflektierte und begründete Aneignung des überlieferten christlichen Menschen-, Welt- und Gottesverständnisses mit der erforderlichen Klarheit und Detailliertheit, um persönliches und berufliches Handeln, das Wählen von Zielen und Wegen, zu orientieren und motivieren. Ausdruck fand dieses Anliegen zunächst 1978 in seinem frühen Aufsatz „Was heißt ‚theologische Kompetenz‘?“, später 1982 im Titel seiner ersten Aufsatzsammlung „Theorie für die Praxis“. Herms thematisiert darin eine Theorie, die im Horizont eines christlichen Wirklichkeitsverständnisses ermöglicht, den Gestaltungsbedarf und dessen Befriedigungsmöglichkeiten, die in pastoraler Praxis begegnen, zu erkennen und zu verwirklichen. Am prägnantesten findet Herms’ Programm Ausdruck in den 1988 erstmals veröffentlichten, anschließend breit diskutierten und 1993 angenommenen „Grundsätze(n) für die Ausbildung und Fortbildung der Pfarrerinnen und Pfarrer der Gliedkirchen der EKD“.
Herms’ Theologieverständnis orientierte sich stets an den zeitgenössischen Herausforderungen der leibhaft-realen Institutionen christlicher, genauer: evangelischer, Lebenssinnkommunikation evangelischer Kirchen, ihrer Gemeinden und Amtsträger. Dies spiegelt sich auch in den Titeln und Abfolge seiner später folgenden Aufsatzbände wider.

In einem ersten Zyklus beginnt Herms mit einem Band zur sichtbaren Kirche, gefolgt von einem Band zur diese Ekklesiologie rahmenden christlichen Sozialethik. Im folgenden Band „Offenbarung und Glaube“ legt Herms dar wie praktische Selbst-, Welt- und Gottesgewissheit zustande kommen und was ihr jeweiliger Gehalt ist, die wiederum das vorhergehende Sozialethos orientieren und motivieren. Den Abschluss dieses ersten Zyklus bildet ein reflektierender Sammelband über die Lage im wiedervereinigten Deutschland.

Im zweiten Zyklus nach der Jahrtausendwende wiederholt Herms die vorherigen Themen, nun aber in umgekehrter Reihenfolge. Den Anfang macht ein Band zu Konstitution und Inhalt der praktischen Glaubensgewissheit, gefolgt von einem Band zum sozialen Ethos des Glaubens, dem zwei Bände zur sichtbaren Kirche und ihrem Ort in der spätmodernden Gesellschaft nachgehen. Ergänzend folgen je ein Band zur theologischen Sichtweise auf die Interaktionsbereiche Wirtschaft sowie Politik und Recht.
Herms’ Gesamtsicht des Wesens des Christentums, die das christliche Leben in der ausdifferenzierten Gesellschaft der Gegenwart orientieren soll, wurde in seiner 2017 erschienenen „Systematischen Theologie“ vorgetragen.

### Aufgriff der phänomenologischen Daseinsanalyse und des amerikanischen Pragmatismus
Das schon ins Studium zurückreichende Interesse an der Phänomenologie und ihrer Daseinsanalyse, wie sie bei Edmund Husserl und Martin Heidegger zu finden sind, begleitete Herms auch in seiner Lehrtätigkeit weiter. Als einer der Ersten beschäftigte sich Herms nach dem Zweiten Weltkrieg in Deutschland mit der religionstheoretischen Bedeutung des amerikanischen Pragmatismus, wie er von William James, Josiah Royce und Charles W. Morris vertreten wurde. Das für Herms verbindende Element seiner theologie- und philosophiegeschichtlichen Arbeiten waren Fragen der fundamentalen Anthropologie, der Erkenntnistheorie, Onto(theo)logie, Psychologie und Soziologie.

### Erkenntnistheorie
Der fundamentale Impuls von Humes britischem Empirismus für Kant und Kants frühen Kritiker (F. H. Jacobi, J. G. Herder, F. D. E. Schleiermacher, Hegel, Schelling) weckte Herms’ Interesse an den Begriffen „Erfahrung“, „Offenbarung“, „Bildung“, „Wahrheit“, „Gewissheit“, „Glauben“ und „Wissen“ als Zentralthemen seiner Erkenntnistheorie. Deren Fundament ist nicht die bloße Sinneserfahrung, sondern zuvor und zugleich eine soziohistorisch bestimmte Selbsterfahrung und eine dadurch gesetzte praktische, nicht apodiktische, Gewissheit, die das handelnde Wählen von Zielen und Wegen anleitet. Laut Herms beginnt jede mögliche menschliche Welterkenntnis in solch einem Horizont, der zwar zur kontinuierlichen Erweiterung bestimmt sei, sich aber als menschliches Erkennen von Welt niemals von seiner Perspektivität lösen kann. Zur konkreten Kommunikation von Erkenntnis gehört entsprechend immer das Aufdecken des Horizonts soziohistorischer Selbsterfahrung.

Vor diesem Hintergrund spielt sich auch christliche Selbsterfahrung ab, die geprägt ist von der Mitteilung christlicher Selbst-, Welt- und „Weltursprungsgewissheit“ bzw. Gottesgewissheit. Darin eingeschlossen ist das Bewusstsein dafür, dass christliche Selbsterfahrung immer im Kontext anderer bildungsgeschichtlicher Verläufe und religiöser bzw. weltanschaulicher Orientierungen existiert, sich diesen Entwicklungen verdankt und unter den Bedingungen eines religiös-weltanschaulich und damit auch ethischen Pluralismus steht. Dieser „Pluralismus aus Prinzip“ ist für Herms friedens- und lebensdienlich organisiert, solange er nicht unterlaufen wird durch eine inhaltlich bestimmte, beispielsweise politisch dominierte, „Metaposition“, die den Anspruch meint erheben zu können, anderen Positionen ihren Ort und ihre Grenzen zuzuweisen. Notwendig müssen Institutionen für ein Zwischengespräch gepflegt werden, wo die unterschiedlichen Perspektiven offengelegt, aber auch real verbindende Interessen in einer gemeinsamen Welt in der jeweiligen Position des Anderen, auch der von Minderheiten, erkannt und anerkannt werden, um in eine gewaltfreie Konvivenz überführt zu werden. Auch von sich aus nicht oder nur eingeschränkt pluralismusfähige Positionen müssen in dieser Konvivenz ertragen und in ihren totalitären Tendenzen beschränkt werden. Langfristig sollen so ihre unrealistischen Ansprüche aufgedeckt und aufgelöst werden, um in ein pluralismusfähiges Modell überzugehen.

### Ontologie und Wirklichkeitsverständnis
Das ontologische, bzw. fundamentalanthropologische und kosmologische, Implikat von Herms’ Erkenntnistheorie ist die Vorgegebenheit des dauernden für-Menschen-Gegenwärtigseins ihrer „Welt“, die sie angemessen zu erkennen und mitzugestalten haben. Diese Vorgegebenheit begründet sich allerdings nicht durch die Menschen selbst, sondern durch ihren sie konstituierenden und erhaltenden Grund. Mit dieser Ontologie begründet Herms eine fundamentaltheologische Sicht auf das geschöpfliche im-Werden-und-unterwegs-Sein von Welt und Leben der Menschen. Menschen sind laut Herms als leibhaft-innerweltliche Personen dazu bestimmt, ihr Zusammenleben unter der Bedingung von radikalem (transzendentem) und relativem (innerweltlichem: psychischem und sozialem) Fremdbestimmtwerden in individueller Verantwortlichkeit selbst frei zu führen. Dieser Akt vollzieht sich im Lichte der jeweilig erreichten Bildungsgestalt ihres Selbst-, Welt- und Weltsursprungsgewissheit bzw. Gottesgewissheit, welche mehr oder weniger konkret ausgeprägt sein kann.

### Ontologischer Pluralismus der Ontologien
In dieser Perspektive ist inbegriffen, dass Herms’ Erkenntnistheorie ebenso wie jedes andere mögliche Daseinsverständis eine geschichtliche gewordene, besondere Bildungsgestalt des menschlichen Wirklichkeitsverständnis darstellt. In diesem Fall eine christliche, die aus der bildungskräftigen Begegnung mit der Christusbotschaft herrührt. Einerseits kann dieses Wirklichkeitsverständnis sich selbst nur als ein bildungsgeschichtlich gewordenes Exemplar menschlichen Verstehens der Wirklichkeit begreifen, neben dem andere ebenso zu respektieren sind. Andererseits schließt es die eigene Gewissheit ein, dass sein Inhalt innergeschichtlich unüberbietbar sei.

### Kritische Wahrung der Einsichten überlieferter „Metaphysik“ und biblisch-reformatorischer Ontologie
Herms hält mit den frühen evangelischen Kantkritikern, wie Herder, Schleiermacher, Hegel, Schelling, und gegen spätere evangelische Kantnachfolger, wie Albrecht Ritschl, Wilhelm Herrmann, Karl Barth, Rudolf Bultmann und die sogenannte „Hermeneutische Theologie“, daran fest, dass in diesem Wirklichkeitsverständnis tatsächlich nicht nur alle Themen der klassischen „Metaphysik“ auf erkenntnistheoretische Art und Weise festgehalten sind, sondern auch die aus der Kommunikation des Evangeliums stammende christliche Selbst-, Welt- und Gottesgewissheit, wie sie neutestamentlich bezeugt ist und in der reformatorischen Theologie entfaltet wurde. Insbesondere der lutherschen Ausgangsgestalt reformatorischer (Onto)Theologie hat Herms – neben verschiedenen Aufsätzen – zwei Monographien gewidmet: „Luthers Auslegung des Dritten Artikels“ und „Luthers Ontologie“ (erwartet 2022).

### Deskriptive Ethik
Nach Herms’ christlicher Einsicht – die den eigenen Fall als exemplarisch für das Menschsein überhaupt nimmt – impliziert das geschöpfliche Menschsein-im-Werden selbst für jeden Menschen die unabweisbare Zumutung, sich selber, nämlich die eigene leibhaft-innerweltliche Existenz als Geschöpf Gottes, angemessen zu „verstehen“. „Verstehen“ ist dabei im weiten Sinn „sich selbst angemessen erkennen“ und „entsprechend wirksam mit sich selber umgehen“, d. h.: Wer das Leben versteht, versteht zu leben.
Beides ist gebunden an das das menschliche Personsein konstituierende unmittelbare Selbstbewusstsein und dessen teleologische Struktur, die sich in dessen unmittelbarem Charakter als Streben, Aus-sein-auf, oder: elementares „Wollen“ manifestiert, dessen jeweilige inhaltliche Bestimmtheit seinerseits auch die inhaltliche Bestimmtheit des in ihm gründenden Sollens festlegt. Eine Begründung der inhaltlichen Bestimmtheit von Normen ist nur durch Rückgriff auf die inhaltliche Bestimmtheit des unmittelbaren Strebe- und Willenscharakters des Menschseins möglich. Dass „Sein“ kein „Sollen“ begründe (so Hume, Kant und Weber) weist Herms mit Schleiermacher als eine These zurück, die einem defizitären Verständnis des Menschseins, nämlich dem Übersehen von dessen teleologischer Verfasstheit und Wollenscharakter, geschuldet ist. Die basale Artikulationsgestalt der Reflexion auf reale Ethosgestalten, also der Ethik, sind deskriptive Aussagen, also solche, die Präskriptionen beschreiben, nämlich als solche, die jeweils in einem realen unmittelbaren Aus-sein-auf (elementaren Wollen) gründen.
Der unübersteigbare Pluralismus der Ontologien impliziert den unübersteigbaren Pluralismus der inhaltlich bestimmten Ethosgestalten. Für diesen gelten dieselben Konvivenzbedingungen wie für den Pluralismus der Wirklichkeitsverständnisse.

### Interdisziplinäre Verarbeitung von Einsichten nichttheologischer Humanwissenschaften
Praxisleitend ist für Herms ein solches erkenntnistheoretisch fundiertes Wirklichkeitsverständnis nur, wenn es als klares Bewusstsein der Dimensionen dauernden Wandelns aller aktuellen besonderen empirischen Bestimmtheiten der Praxissituation endlicher Freiheit auch diese empirischen Bestimmtheiten selber wahrzunehmen erlaubt. Dieses Ziel ist nicht ohne die einschlägigen Erkenntnisse anderer Humanwissenschaften zu erreichen. Das Gespräch mit ihnen muss sich dabei zunächst und direkt auf das deren Sachverhaltswahrnehmung und Theoriebildung jeweils leitende Wirklichkeitsverständnis, Welt- und Menschenbild, richtet. Dann erst können ihre praxisrelevanten Einzelergebnisse durchschaut werden als durch diese jeweils leitende Kategorialität bedingt. Als solche sind sie im Horizont des christlichen Daseinsverständnisses zu prüfen und ggf. zu konkretisieren. Die pastorale Praxissituation ist aber nur ein Sonderfall der Handlungssituation von Christen überhaupt; so dass dasselbe für alles Interagieren von Christen mit Christen und Nichtchristen gilt, d. h. für das christliche Ethos insgesamt. Der leitende Gesichtspunkt, unter dem Herms das für eine Theorie christlicher Praxis erforderliche Gespräch mit den nichttheologischen Humanwissenschaften führt, ist somit die kritische Auseinandersetzung mit deren explizitem oder implizitem kategorialen Leitverständnis von Welt und Mensch.
Nach dieser Regel führt Herms das Gespräch mit der Psychologie, etwa derjenigen William James’ oder Sigmund Freuds. An beide richtet sich Herms’ Frage: Bekommen sie die Dynamik von inhaltlich bestimmter ontologischer Gewissheit in den Blick?

Der Soziologie, etwa der Luhmanns oder Hayeks, stellt Herms die Frage: Wie ist die kategoriale Leugnung oder Marginalisierung der gewissheitsgestützten verantwortlichen Interaktion von Individuen für Konstitution und Bestand sozialer Ordnung zu beurteilen? Berücksichtigen die allgemeine Soziologie und die bereichsspezifischen Sozialwissenschaften angemessen die irreduzible Verschiedenheit und Omniinterdependenz leistungsspezifischer Interaktionssysteme – wie: politischer Herrschaft, Gewinnung und Teilung des Lebensunterhalts, Kommunikation von Zielwahl leitender praktischer Gewissheit und von Wegwahl leitender praktischer Gewissheit?

Im Gespräch mit der Wirtschaftswissenschaft fragt er: Wie reflektiert sie ihre anthropologischen Prämissen und trägt sie dabei den strukturellen Bedingungen der kommunikativen Bildung von interaktionsleitenden Präferenzen ausreichend, bzw. überhaupt, Rechnung? Herms‘ Fragen an die Politik- und Rechtswissenschaft lauten: Welche fundamentalanthropologische Sicht orientiert ihre Unterscheidung und Zuordnung von bürgerlicher Gemeinschaft einer- und religiös/weltanschaulicher Gemeinschaft andererseits? Und wie erfassen sie Recht und Grenzen des aus christlicher Sicht unvermeidbaren weltanschaulich/ethischen Pluralismus und dessen angemessene Institutionalisierung?

### Das ökumenische Gespräch zwischen römisch-katholischer und reformatorischer Theologie
Herms hat früh einer Strategie des ökumenischen Dialogs widersprochen, die auf die Frage nach der Übereinstimmung oder Nichtübereinstimmung einzelner Stücke christlicher Lehre fixiert ist, ohne zuvor nach der auf der einen und anderen Seite herrschenden Sicht auf das eine Fundament des Ganzen christlicher Glaubensgewissheit zu fragen: also nach dem unverfügbaren Geschehen von „Offenbarung“, d. h. dem Erschließungsgeschehen, durch welches dem Glaubenden die Wahrheit des christlichen Gotteszeugnisses evident und zur praktischen Lebensgewissheit wird. Nachdem dieses Insistieren – in faktischer Übereinstimmung auch mit Ziffer 11,3 (Beachtung der „Hierarchie der Wahrheiten“) des Dekrets des Zweiten Vatikanums über den Ökumenismus der römisch-katholischen Kirche – in Rom selber (genau: beim damaligen Präfekten der Glaubenskongregation, Joseph Kardinal Ratzinger) ein positives Echo ausgelöst hatte, begann die internationale Forschergruppe „Fundamentaltheologie in ökumenischer Perspektive“ 2001 ihre Arbeit.
Die Ergebnisbände zeigen, dass in der Tat eine Differenz in der Sicht der Stellung, die das Offenbarungsgeschehen selber der christlichen Zeugnisgemeinschaft innerhalb dieses Geschehens und für seine geschichtliche Dauerhaftigkeit verschafft, der Grund für die bisher unüberwundenen Gegensätze im Verständnis und in der praktischen Gestaltung der sichtbaren Kirche ist. Für die Reformation besteht die Glaubensgemeinschaft „sub unica veritatis testatae per se ipsam praesentis auctoritate“, also unter der Autorität der bezeugten Wahrheit, die sich selber durch sich selber den Zeugnisadressaten vergegenwärtigt und als solche Widersprüche der Zeugnisadressaten gegenüber den Zeugen nicht per se in der Gemeinschaft unerträglich sein lässt, weil diese nämlich zum Verschwinden bestimmt sind. Aus römisch-katholischer Sicht besteht die Zeugnisgemeinschaft hingegen „sub unica veritatis testium per se ipsam praesentis auctoritate“, also unter der Autorität der Wahrheit der (apostolisch-bischöflichen) Wahrheitszeugen, was explizite Widersprüche gegen das Zeugnis der Zeugen per se in der Gemeinschaft unerträglich macht. Nicht auszuschließen ist, dass das geduldige Aushalten und Bedenken dieses Unterschieds mittel- und langfristig zu Präzisierungen der Sicht sowohl der einen wie der anderen Seite führt, die die im ökumenischen Dialog angestrebte Kirchengemeinschaft schließlich einmal mit gutem sachlichem Grund zu erklären und in ordentlicher Form zu praktizieren erlauben.

## Schriften
- Herkunft, Entfaltung und erste Gestalt des Systems der Wissenschaften bei Schleiermacher. Gütersloher Verlagshaus Mohn, Gütersloh 1974, ISBN 3-579-04127-4 (Dissertation).
- Radical Empiricism. Studien zu Psychologie, Metaphysik und Religionstheorie William James’. Gütersloh 1977. ISBN 978-3-579-04369-2.
- Theologie – eine Erfahrungswissenschaft. Theologische Existenz heute (199). Chr. Kaiser Verlag, München 1978. ISBN 978-3-459-01152-0.
- Rechtfertigung. Das Wirklichkeitsverständnis des christlichen Glaubens. Ein Arbeitsbuch. 1980 (zusammen mit Wilfried Härle). ISBN 3-525-03254-4.
- Theorie für die Praxis - Beiträge zur Theologie. 1982. ISBN 3-459-01441-5.
- Einheit der Christen in der Gemeinschaft der Kirchen. Die ökumenische Bewegung der römisch-katholischen Kirche im Lichte der reformatorischen Theologie. Antwort auf den Rahner-Plan. 1984. ISBN 3-525-56527-5.
- Luthers Auslegung des Dritten Artikels. 1987. ISBN 3-16-145256-9.
- Von der Glaubenseinheit zur Kirchengemeinschaft: Plädoyer für eine realistische Ökumene. 1989, ISBN 3-7708-0914-9.
- Erfahrbare Kirche. Beiträge zur Ekklesiologie. 1990. ISBN 3-16-145628-9.
- Gesellschaft gestalten. Beiträge zur evangelischen Sozialethik. 1991. ISBN 3-16-145719-6.
- Offenbarung und Glaube. Zur Bildung des christlichen Lebens. 1992. ISBN 978-3-16-145983-2.
- Sport. Partner der Kirche und Thema der Theologie. 1993. ISBN 3-7859-0652-8.
- Kirche für die Welt. Lage und Aufgabe der evangelischen Kirchen im vereinigten Deutschland. 1995. ISBN 3-16-146330-7.
- Eilert Herms. In: Christian Henning, Karsten Lehmkühler (Hrsg.): Systematische Theologie der Gegenwart in Selbstdarstellungen. Tübingen 1998, S. 316–350. ISBN 3-16-146990-9.
- Von der Freiheit: Besinnung auf einen Grundbegriff des Christentums. 2001. Hauptautor. ISBN 978-3-7859-0836-5.
- Traditionsaufbruch. Die Bedeutung der Pflege christlicher Institutionen für Gewissheit, Freiheit und Orientierung in der pluralistischen Gesellschaft. Hrsg. von Dorothea Wendebourg/Reinhard Brandt im Auftrag der Kirchenleitung der VELKD. 2001. Koautor. ISBN 978-3-7859-0828-0.
- Menschsein im Werden. Studien zu Schleiermacher. 2003. ISBN 3-16-148024-4.
- Von der Glaubenseinheit zur Kirchengemeinschaft, Bd. II. 2003. ISBN 3-7708-1246-8.
- Die Wirtschaft des Menschen. Beiträge zur Wirtschaftsethik. 2004. ISBN 3-16-148451-7.
- In Wahrheit leben. Predigten. 2006. ISBN 3-374-02368-1.
- Phänomene des Glaubens. Beiträge zur Fundamentaltheologie. 2006. ISBN 3-16-148654-4.
- Zusammenleben im Widerstreit der Weltanschauungen. Beiträge zur Sozialethik. 2007. ISBN 3-16-149355-9.
- Politik und Recht im Pluralismus. 2008. ISBN 3-16-149429-6.
- Kirche – Geschöpf und Werkzeug des Evangeliums. 2010. ISBN 978-3-16-150249-1.
- Kirche in der Gesellschaft. 2011. ISBN 3-16-150587-5.
- Opus Dei gratiae: Cooperatio Dei et hominum. Luthers Darstellung seiner Rechtfertigungslehre in De servo arbitrio. In: Lutherjahrbuch 78 (2011) 61–136. ISBN 978-3-525-87443-1.
- Gottes Gegenwart. Predigten. Evangelische Verlagsanstalt, Leipzig 2015. ISBN 978-3-374-04235-7.
- Systematische Theologie. Das Wesen des Christentums: In Wahrheit und aus Gnade leben, 3 Bd. 2017. ISBN 978-3-16-153914-5.
- Erfahrung und Metaphysik: Lektüren aus Theologie, Philosophie und Literatur. 2018. ISBN 978-3-16-156611-0.
- Luthers Ontologie des Werdens: Verwirklichung des Eschatons durchs Schöpferwort im Schöpfergeist. Trinitarischer Panentheismus, 2023. ISBN 978-3-16-161784-3

### Artikel
- Erfahrung. Philosophisch. Systematisch-theologisch. In: Theologische Realenzyklopädie Bd. 10, 1982. ISBN 3-11-008575-5.
- Herder, Johann Gottfried von. In: Theologische Realenzyklopädie Bd. 15. 1986, S. 70–95. ISBN 978-3-11-008585-3.
- Offenbarung. Theologiegeschichte und Dogmatik. In: Theologische Realenzyklopädie Bd. 25, 1995. ISBN 3-11-014712-2.
- Wahrheit/Wahrhaftigkeit. Systmatisch-theologisch. In: Theologische Realenzyklopädie Bd. 35, 2003. ISBN 3-11-017781-1.
- Zeit. Systematisch-theologisch. In: Theologische Realenzyklopädie Bd. 36. 2004. ISBN 3-11-017842-7.

### Mitherausgeber
- Grundsätze für die Ausbildung und Fortbildung der Pfarrer und Pfarrerinnen der Gliedkirchen der EKD (1988). In: Grundlagen der Theologischen Ausbildung und Fortbildung im Gespräch. 1993 (Koautor). ISBN 978-3-7831-1266-5.
- Grund und Gegenstand des Glaubens nach römisch-katholischer und evangelisch-lutherischer Lehre. Theologische Studien, 2008. ISBN 978-3-16-149592-2.
- Sakrament und Wort im Grund und Gegenstand des Glaubens. Theologische Studien zur römisch-katholischen und evangelisch-lutherischen Lehre. 2011. ISBN 978-3-16-151005-2.
- Taufe und Abendmahl im Grund und Gegenstand des Glaubens. Theologische Studien zur römisch-katholischen und evangelisch-lutherischen Lehre. 2017. ISBN 978-3-16-155030-0.